# Maisons-Laffitte
Maisons-Laffitte je severozahodno predmestje Pariza in občina v osrednjem francoskem departmaju Yvelines regije Île-de-France. Leta 1999 je naselje imelo 21.856 prebivalcev.

## Geografija
Naselje leži v osrednji Franciji na levem bregu reke Sene 10 km severovzhodno od Saint-Germain-en-Laye in 18 km od središča Pariza. Od leta 1971 je del takrat nastalega pariškega predmestja Saint-Quentin-en-Yvelines.

## Administracija
Maisons-Laffitte je sedež istoimenskega kantona, v katerega je poleg njegove vključena še občina Le Mesnil-le-Roi z 28.063 prebivalci. Kanton je sestavni del okrožja Saint-Germain-en-Laye.

## Zgodovina
Prvotno Maisons-sur-Seine se je kraj leta 1882 uradno preimenoval v Maissons-Laffitte v čast bankirju Jacquesu Laffittu, ki je financiral razvoj kraja. 

## Znamenitosti
- Dvorec Château de Maisons-Laffitte, zgrajen v 17. stoletju pod arhitektom Mansartom s šolo Collége de l'Ermitage, nekdanjim delom dvorca,
- cerkev sv. Nikolaja (1868-1885).

## Pobratena mesta
- Newmarket (Združeno kraljestvo),
- Remagen (Nemčija).